# 人体断层解剖学
人体断层解剖学（Human Sectional Anatomy），又称断层影像解剖学，是以断层方法，研究和表达人体器官、结构与形态位置、毗邻关系的科学。

## 作用
通过观测X射線電腦斷層掃描、核磁共振成像等技術取得斷層图象，可以用于临床，为治疗服务。例如透過解讀头颅CT扫描圖像，可确诊脑出血或脑梗塞部位、出血量、肿物大小，並藉以决定手术入路等。

## 分部
为了便于学习和掌握，人体断层解剖学将全身分为头、颈、胸、腹、盆、四肢六部分。 前五部分的分界为：头部←甲状软骨上缘→颈部←颈静脉切迹→胸部←剑胸连线→腹部←骼嵴最高点→盆部。

## 断面分类
- 橫斷面（英语：Transverse plane）
- 矢状面
- 冠状面